# دراغون بول سوبر: برولي
دراغون بول سوبر: برولي (باليابانية: ドラゴンボール超スーパー ブロリー Hepburn: Doragon Bōru Sūpā: Burorī) هو فيلم أنمي ياباني تم عرضه في سنة 2018 والفيلم العشرين من أفلام سلسلة دراغون بول ويعتبر الفلم الثالث التابع للقصة الأصلية وأول فيلم لدراغون بول سوبر من كتابة أكيرا تورياما وإخراج تاتسويا ناغمينا.
تم عرض الفيلم لأول مرة يوم 14 نوفمبر 2018 في طوكيو وتم عرضه في اليابان يوم 14 ديسمبر 2018 وأيضا أول عرض له في الولايات المتحدة الأمريكية كان يوم 16 يناير 2019.
حقق الفيلم نجاح كبير حيث حقق في أول يوم من عرضه في الولايات المتحدة دخل يفوق 7 ملايين دولار مما يجعله أكثر فيلم يحقق دخل في أول يوم له لشركة فنميشن وخامس أكثر فيلم أنمي يحقق دخل في أول يوم له وقد وصل اجمالي الارباح بعد شهرين أكثر من 100 مليون دولار.

## روابط خارجية
- Official website نسخة محفوظة 24 مارس 2020 على موقع واي باك مشين.
- دراغون بول سوبر : برولي على موقع IMDb (الإنجليزية)
- دراغون بول سوبر : برولي على موقع ميتاكريتيك (الإنجليزية)
- دراغون بول سوبر : برولي على موقع روتن توميتوز (الإنجليزية)
- دراغون بول سوبر : برولي على موقع ألو سيني (الفرنسية)
- دراغون بول سوبر : برولي على موقع أول موفي (الإنجليزية)
- دراغون بول سوبر : برولي على موقع فيلمافينيتي (الإسبانية)
- دراغون بول سوبر : برولي على موقع قاعدة بيانات الفيلم (الإنجليزية)
- دراغون بول سوبر : برولي على موقع ليتربوكسد (الإنجليزية)
- دراغون بول سوبر : برولي على موقع كينوبويسك (الروسية)
- دراغون بول سوبر : برولي على موقع ANN anime (الإنجليزية)

لا توجد روابط لمواقع التواصل الاجتماعي.